# كونراد ألبرشت
كونراد ألبرشت (بالألمانية: Conrad Albrecht)‏ هو ضابط بالبحرية الألمانية ‏ ألماني، ولد في 7 أكتوبر 1880 في بريمن في ألمانيا، وتوفي في 18 أغسطس 1969 في هامبورغ في ألمانيا.

## وصلات خارجية
- كونراد ألبرشت على موقع مونزينجر (الألمانية)